# Leptonychia lasiogyne
Leptonychia lasiogyne är en malvaväxtart som beskrevs av Karl Moritz Schumann. Leptonychia lasiogyne ingår i släktet Leptonychia och familjen malvaväxter. Inga underarter finns listade i Catalogue of Life.